# Bolívar (moneda)
|  | Aquest article tracta sobre la moneda veneçolana. Vegeu-ne altres significats a «Bolívar». |

El bolívar sobirà (en castellà: bolívar soberano; símbol: Bs. S. o Bs.; codi ISO 4217: VES) és la moneda principal de Veneçuela des del 20 d'agost del 2018. El 15 de febrer de 2019 el Banc Central de Veneçuela va anunciar mitjançant Resolució N ° 19-02-01 la volta a l'ús de la denominació "bolívars" i la seva abreviatura normal "Bs.". El motiu principal de la substitució, a raó de 100.000 Bs. F per 1 Bs. S., ha estat la hiperinflació. L'1 de gener del 2008, el bolívar fort havia substituït, a causa de la inflació, el bolívar original del 1879 (símbol: Bs.; codi ISO 4217: VEB), a raó de 1.000 Bs. per 1 Bs. F.
És emès pel Banc Central de Veneçuela (Banco Central de Venezuela).

## Història

### L'antic bolívar

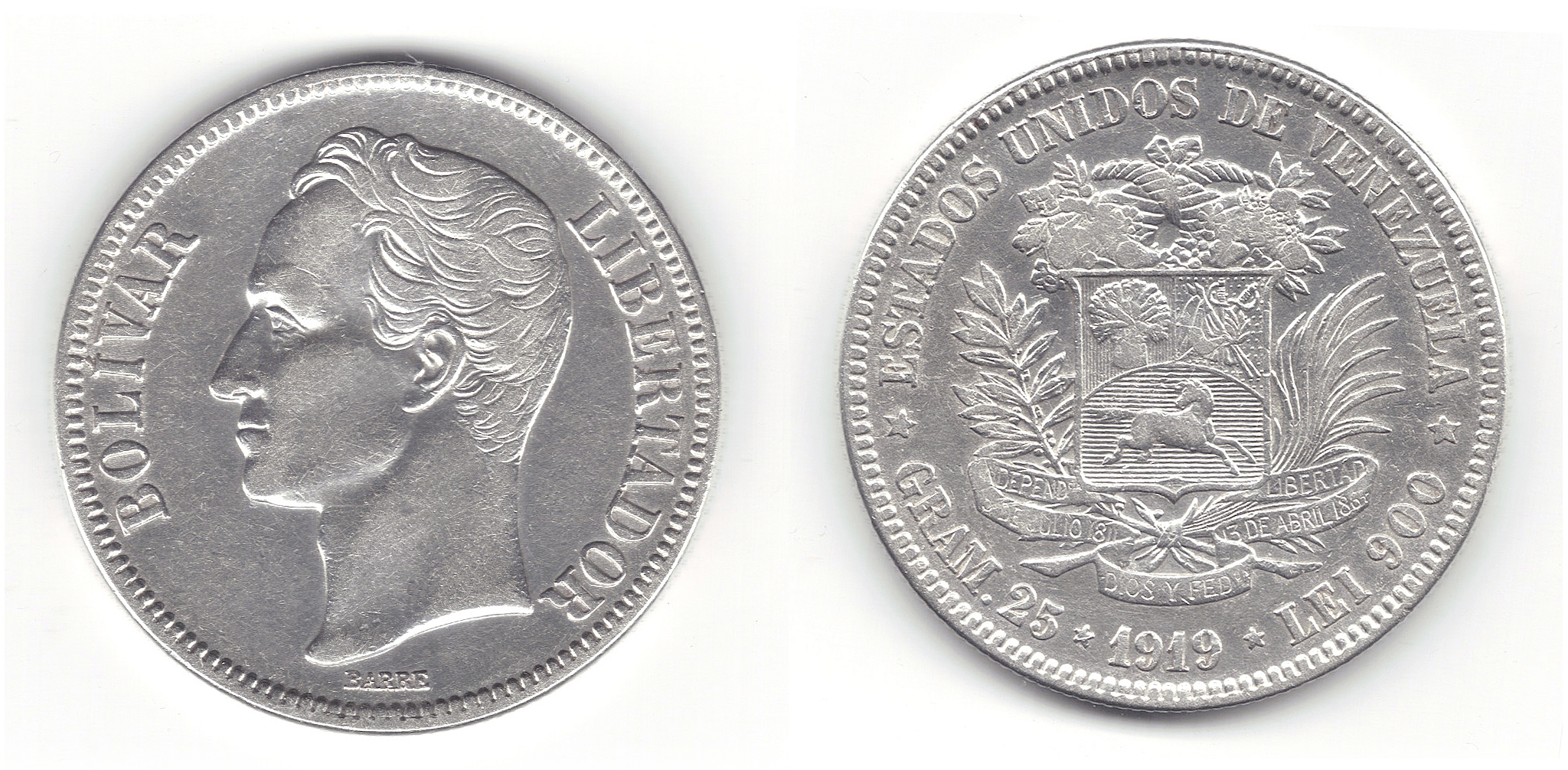
Moneda de 5 bolívars de plata del 1919

Abans de la revaluació del bolívar, en circulaven monedes de 10, 20, 50, 100, 500 i 1.000 bolívars i bitllets de 1.000, 2.000, 5.000, 10.000, 20.000 i 50.000 bolívars. Els cèntims havien caigut en desús.
Totes les monedes, encunyades per la Casa de la Moneda de Veneçuela, tenien el mateix disseny: a l'anvers hi havia una efígie del Libertador Simón Bolívar, juntament amb la llegenda «Bolívar Libertador», dins d'un heptàgon que simbolitzava les set estrelles de la bandera. Al revers hi figurava l'escut, encerclat pel nom oficial del país i, a sota, l'any d'emissió; el valor facial de la moneda es trobava a la dreta de l'escut.
Pel que fa als bitllets, a l'anvers presentaven el retrat de grans figures de la història veneçolana: Simón Bolívar, Antonio José de Sucre, Andrés Bello, Francisco de Miranda, Simón Rodríguez i José María Vargas. Al revers hi figuraven paisatges, edificis i elements representatius de la geografia, la història i la societat del país.

### El bolívar fort

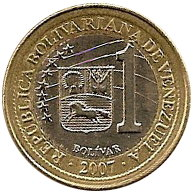
Moneda d'1 bolívar fort

Els valors en circulació eren, pel que fa a les monedes, 1, 5, 10, 12½, 25 i 50 cèntims i 1 bolívar, i pel que fa als bitllets, 2, 5, 10, 20, 50 i 100 bolívars.
La moneda d'un bolívar recordava les tradicionals, amb l'efígie de Simón Bolívar i la llegenda «Bolívar Libertador» a l'anvers, i el valor facial i l'escut veneçolà al revers. La resta de monedes seguien totes el mateix patró: el valor facial a l'anvers, amb les set estrelles a l'esquerra (excepte la de 12½ cèntims, en què les estrelles eren a sota del valor i que, a més, incorporava dues fulles de palma), i l'escut al revers, amb la llegenda «República Bolivariana de Venezuela».
Els bitllets tenien un disseny modern, i a l'anvers presentaven també personatges representatius: Francisco de Miranda, Pedro Camejo, el cacic Guaicapuro, Luisa Cáceres de Arismendi, Simón Rodríguez i Simón Bolívar. El revers estava il·lustrat amb exemples de la fauna del país.

### El bolívar sobirà
El 21 d'agost del 2018 entra en circulació el bolívar sobirà, amb cinc zeros menys, enmig de la hiperinflació. Circula en forma de monedes de 50 cèntims i 1 bolívar, i en bitllets de 2, 5, 10, 20, 50, 100, 200 i 100 bolívars. El 13 de juny de 2019 van entrar en circulació tres noves denominacions: 10000, 20000 i 50000.
Tant les monedes com els bitllets tenen un disseny semblant al dels bolívars forts. Pel que fa als bitllets, contenen a l'anvers les imatges dels següents veneçolans il·lustres: Josefa Camejo, José Félix Ribas, Rafael Urdaneta, Simón Rodríguez, Antonio José de Sucre, Ezequiel Zamora, Francisco de Miranda i Simón Bolívar. Al revers dels bitllets hi ha exemples de la fauna local: l'amazona d'espatlles grogues, el sapito rayado, el formiguer gegant, el jaguar, el gat tigrat, la mona aranya del nord, el guacamai verd i l'oriol turpial.

## Taxes de canvi
- 1 EUR = 723,36 VES (3 de gener del 2019)
- 1 USD = 636,68 VES (3 de gener del 2019)